# Signes extérieurs de richesse
Pour plus de détails, voir Fiche technique et Distribution.
Signes extérieurs de richesse est un film français de Jacques Monnet sorti en 1983.

## Synopsis
Patron d'une clinique vétérinaire parisienne de renom, Jean-Jacques Lestrade habite un luxueux appartement et fréquente le Tout-Paris en compagnie de jeunes femmes, s'en remettant à son comptable Jérôme Bouvier, pour gérer ses finances. Tout va bien jusqu'au jour où débarque dans sa clinique Béatrice Flamand, une inspectrice des impôts.

## Fiche technique
- Réalisation : Jacques Monnet
- Scénario : Alain Godard et Jacques Monnet
- Production : Christian Ferlet
- Musique : Éric Bouad, Pierre Billon et Johnny Hallyday
- Année : 1983
- Pays de production :  France
- Genre : comédie
- Durée : 92 min
- Date de sortie :
  - France : 9 novembre 1983

## Distribution
- Claude Brasseur : docteur Jean-Jacques Lestrade, dit « Gigi »
- Josiane Balasko : Béatrice Flamand, l'inspectrice des impôts
- Jean-Pierre Marielle : Jérôme Bouvier, l'« expert en comptabilité »
- Charlotte de Turckheim : Sylvie Picard, la voisine et amie de Béatrice
- Roland Giraud : Gérard Picard, le mari de Sylvie
- Pascale Ogier : Thérèse, la jeune assistante médicale de Gigi
- Edith Perret : Mademoiselle, l'autre assistante médicale de Gigi
- Xavier Saint-Macary : Bianchi
- Hubert Saint-Macary
- Jean Rougerie : Gino Caprioni, le restaurateur homo
- Maaike Jansen : Barbara, la femme de Jérôme
- Hélène Arié : Florence, l'ex-femme de Gigi
- Eva Harling : Birgitt, une jeune et belle maîtresse de Gigi
- Françoise Fleury : Paulette Mignac, dite Flore De Montessuy, une autre maîtresse de Gigi
- Sylvaine Charlet : Sultane de Bourbon-Pré, une autre jet-setteuse
- Jean Reno : Marc Letellier, collègue de Béatrice
- Étienne Draber : le commissaire Duteil
- Patricia Karim : la serveuse aux longues jambes
- Jean-Paul Muel : l'agent immobilier
- Jean-François Rémi : Marnier
- Louis Navarre : le patron de Béatrice et de Marc
- Héctor Malamud : Manuel, le factotum de Gigi
- Michèle Huart
- Max Mégy
- Pierre Baton
- Anne Le Fol

## Autour du film
- Dans le restaurant « Chez Gino », on peut voir furtivement un portrait en forme de médaillon de Jean-Marie Proslier en femme, sans doute tiré de la pièce de théâtre Pas d'orchidées pour miss Blandish.
- Jean Reno joue un collègue de Josiane Balasko qui lui succède à la fin.
- Roland Giraud retravaillera avec le réalisateur Jacques Monnet dans Promis…juré ! en 1987 après avoir également eu un rôle dans son premier film, Clara et les chics types en 1981. Sa femme, Maaike Jansen, joue également dans le film : elle y interprète la femme de Jean-Pierre Marielle.
- Jean-Pierre Marielle se défend de son incompétence en se prétendant « expert en comptabilité » et non « expert-comptable ». Depuis, le conseil de l'Ordre des experts-comptables, chargé de poursuivre ceux qui exercent illégalement la profession d'expert-comptable, les appelle « les experts en comptabilité » en référence au film.